# Glee: The Music, The Christmas Album
Glee: The Music, The Christmas Album est la quatrième bande originale extraite de la série télévisée Glee. Elle est sortie le 16 novembre 2010 aux États-Unis. Les chansons de cet album ont toutes pour thème les fêtes de Noël. Ce disque accompagne la diffusion le 7 décembre 2010 d'un épisode spécial consacré à cette fête intitulé A Very Glee Christmas. La chanteuse k.d. lang interprète la chanson You're a Mean One, Mr. Grinch en duo avec Matthew Morrison.

## Liste des chansons
1. We Need a Little Christmas (Angela Lansbury dans la comédie musicale Mame) (Jenna Ushkowitz, Amber Riley, Chris Colfer) (2:44)
2. Deck the Rooftop (Lea Michele, Cory Monteith, Naya Rivera, Kevin McHale, Heather Morris, Jenna Ushkowitz) (2:29)
3. Merry Christmas, Darling (The Carpenters) (Lea Michele) (3:02)
4. Baby, It's Cold Outside (La Fille de Neptune) (Chris Colfer et Darren Criss) (2:46)
5. The Most Wonderful Day of the Year (Chord Overstreet, Mark Salling, Kevin McHale, Lea Michele, Chris Colfer, Jenna Ushkowitz, Heather Morris) (2:00)
6. Last Christmas (Wham!) (Lea Michele, Cory Monteith, Amber Riley, Kevin McHale, Mark Salling, Jenna Ushkowitz, Chris Colfer) (3:38)
7. God Rest Ye Merry Gentlemen (traditionnel) (Dianna Agron, Lea Michele, Amber Riley, Naya Rivera, Jenna Ushkowitz) (3:09)
8. O Christmas Tree (traditionnel) (Matthew Morrison) (2:59)
9. Jingle Bells (traditionnel) (Cory Monteith, Mark Salling, Kevin McHale) (2:55)
10. You're a Mean One, M.. Grinch (Comment le Grinch a volé Noël !) (k.d. lang et Matthew Morrison) (3:18)
11. Angels We Have Heard on High (Chant traditionnel) (Amber Riley) (4:23)
12. O Holy Night (traditionnel) (Lea Michele) (5:01)

## Classements
| Pays             | Meilleure Position | Certifications | Ventes  |
| ---------------- | ------------------ | -------------- | ------- |
| Australie        | 13                 | Or             | 35 000  |
| Canada           | 1                  |                | 81 000  |
| Irlande          | 13                 |                |         |
| Nouvelle-Zélande | 27                 |                |         |
| Pays-Bas         | 43                 |                |         |
| Royaume-Uni      | 37                 |                |         |
| États-Unis       | 3                  | Platine        | 925 000 |